# Hideki Noda
Hideki Noda (Japans: 野田 英樹, Noda Hideki) (Osaka, 7 maart 1969) is een voormalig Formule 1-coureur uit Japan. Hij nam in 1994 deel aan 3 Grands Prix voor de teams Larrousse en Simtek, maar scoorde hierin geen punten.
Hij nam deel aan het A1GP seizoen 2005-2006 voor het A1 Team Japan. Hij scoorde hierin 8 punten en finishte het seizoen als 21ste.
Hij nam ook deel aan de 24 uur van Le Mans in 2008 voor het team van Kruse Schiller Motorsport, maar finishte niet.
Juju Noda, de dochter van Noda, is eveneens autocoureur.